# Кромбейн, Карл
Карл Кромбейн (англ. Karl Vorse Krombein, 26 мая 1912 — 6 сентября 2005) — американский энтомолог, крупный специалист по систематике жалящих перепончатокрылых насекомых, различных ос и пчёл (Aculeata), открывший и описавший около 100 новых для науки видов и подвидов.

## Биография
Родился 26 мая 1912 года в Буффало, штат Нью-Йорк. Его отец был врачом-хирургом, который в средней школе получил отличную подготовку по биологии и палеонтологии и в качестве хобби собирал бабочек. В детстве Карл учился у него, собирая и разводя бабочек на лугах и в лесах возле своего дома. В колледже он начал обучение по специальности «металлургическое машиностроение» в Технологическом институте Карнеги. Вскоре он обнаружил, что будет гораздо счастливее в качестве энтомолога, и перевелся в Корнеллский университет. Сначала его привлекала медицинская энтомология, но впоследствии курс таксономии Hymenoptera привёл его к карьере, посвященной систематическим и поведенческим исследованиям одиночных ос и пчёл. В 1934 году он окончил Корнеллский университет, где также получил степень магистра в 1935 году и доктора философии в 1960 году.
После окончания ординатуры в Корнелле в 1939 году он некоторое время работал в компании по производству инсектицидов в западном Нью-Йорке. В марте 1941 года он был назначен младшим энтомологом в Отдел идентификации насекомых Министерства сельского хозяйства США с офисом в здании, которое сейчас является Национальным музеем естественной истории. Кромбейн должен был проводить идентификацию ос и пчел, готовить ревизионные исследования и заботиться о национальной коллекции по этим группам. После Перл-Харбора он был назначен первым лейтенантом. После обучения и нескольких назначений он был назначен командиром одного из армейских подразделений по изучению малярии. Во время Второй мировой войны он служил командиром 32-го армейского подразделения по изучению малярии (Army’s 32nd Malaria Survey Unit), дислоцированного в Новой Гвинее, Лейте, Лусоне и Окинаве. Его подразделение служило в составе Fifth Air Force. В полевых условиях шесть дней в неделю Кромбейн занимался исследованием малярии, а седьмой, воскресенье, отводил на сбор ос и пчёл. Он вернулся в музей 1 февраля 1946 года. Кромбейн продолжал активно служить в резерве ВВС, вышел в отставку в звании полного полковника (full colonel) в 1972 году, а затем был назначен первым национальным консультантом по энтомологии при главном хирурге ВВС (Air Force Surgeon General).
Он работал в Министерстве сельского хозяйства США с 1941 по 1965 год, почти 15 лет занимая должность начальника отдела таксономических исследований перепончатокрылых. В 1965 году он перешёл в Смитсоновский институт (Вашингтон, США) на должность начальника отдела энтомологии (второго после отставки Jack Clarke), которую занимал до 1971 года (Department of Entomology, National Museum of Natural History).  В 1971 году он стал старшим энтомологом, а с 1980 года — старшим научным сотрудником. В 1993 году в возрсте 81 года он вышел на пенсию, но сохранил офис в Смитсоновском институте и продолжал работать полный рабочий день до 1999 года. До переезда в Фэрфакс в 1994 году он более 50 лет проживал в округе Арлингтон. Он также был членом Унитарной универсалистской церкви в Арлингтоне
Умер 6 сентября 2005 года в возрасте 93 лет от сердечного приступа в Sunrise Assisted Living Center, Fairfax. Его жена Дороти (Dottie Buckingham) умерла в 1984 году после 42 лет их супружества (женаты с 1942 года). Помимо его дочери Карлиссы из Фэрфакса, в живых остались две другие дочери, Кристин Б. Кромбейн из Фоллс-Черч и Кира Б. Уолкер из Миннеаполиса, а также четверо внуков..

## Основные труды
Внёс крупный вклад в изучение жалящих перепончатокрылых насекомых, различных ос и пчёл (Aculeata), описал около 100 новых для науки видов и подвидов. В 1970-е годы активно участвовал в исследовании фауны Шри-Ланки в рамках проекта «The Ceylon Insect Project», опубликовал 21 статью по этой теме («Biosystematic Studies of Ceylonese Wasps» объёмом более 800 страниц). Был соредактором и соавтором монографического каталога «Hymenoptera in America North of Mexico» (1951 год, и его трёхтомного переиздания в 1979 году).
Кромбейн написал или был соавтором более 210 технических монографий, ревизий и более мелких статей, а также нескольких книг по осам и пчелам.

## Признание
Среди его наград — Орден «Легион почёта» (Legion of Merit) и медаль «За заслуги перед ВВС» (Air Force Commendation Medal).
Был избран членом нескольких научных обществ:
- American Association for the Advancement of Science
- Entomological Society of America
- Cosmos Club
- Washington Biologists' Field Club (с 1957, и его президент в 1970—1973)
- Societe Entomologique Egypte
- Entomological Society of Washington

### Эпонимия
В знак признания научного вклада Кромбейн его коллеги назвали в его честь более 90 новых таксонов, в том числе патронимы:
- Krombeinictus nordenae Leclercq, 1996 — вид песочных ос из подсемейства Crabroninae[4]
- Karlidia peterseni Lelej, 1999 — вид ос-немок из подсемейства Mutillinae[5]
- Krombeinella Pate, 1947 — род ос-немок из подсемейства Myrmosinae
- Krombeiniellum Richards, 1962 (Crabronidae)
- Aedes krombeini
- Agrilaxia krombeini
- Anteon krombeini
- Anthidiellum krombeini
- Cautires krombeini
- Cerapachys krombeini (Муравьи)
- Culicoides krombeini
- Cyclocephala krombeini
- Dissomphalus krombeini (Bethylidae)
- Dryinus krombeini
- Echthrodelphax krombeini
- Embolemus krombeini
- Heteronychus krombeini
- Hylaeus krombeini
- Maladera krombeini
- Metapone krombeini (Муравьи)
- Metopius krombeini
- Nomada krombeini (пчёлы Nomada)
- Ontsira krombeini
- Opius krombeini
- Orientilla krombeini (оса-немка)
- Pepsis krombeini
- Perdita krombeini
- Simulium krombeini (Мошки)
- Stenodynerus krombeini
- Tabanus krombeini